# François Zocchetto
François Zocchetto, né le 14 décembre 1958 à Laval, est un homme politique français. Sénateur de la Mayenne de 2001 à 2017, il préside le groupe Union centriste au Sénat à partir de 2011. Il est également maire de Laval de 2014 à 2020.

## Biographie
Il est issu d'une famille italienne originaire de Postua (Piémont). En 1894 son arrière-grand-père Jean s'est établi à Laval et y a fondé son entreprise, remplacé par son fils Firmin.

### Études
Ancien élève des lycées Ambroise Paré à Laval puis Stanislas à Paris, François Zocchetto est diplômé de l'ESCP Europe et de l'Institut d'études politiques de Paris.

### Carrière professionnelle
Rapporteur près la Cour suprême du Sénégal à Dakar de 1983 à 1984, puis expert-comptable mémorisation au cabinet Jean Arthuis & associés à Paris en 1985, il devient avocat associé gérant de la société d'avocats Zocchetto, Richefou & associés à partir de 1987. Il est membre du conseil de l'ordre des avocats de 1990 à 1996 et membre associé de la Chambre de commerce et d'industrie de la Mayenne depuis 1987.
Il est avocat associé au sein du cabinet De Gaulle, Fleurance & Associés depuis 2019, spécialisé en droit des sociétés et en droit fiscal. 

### Parcours politique

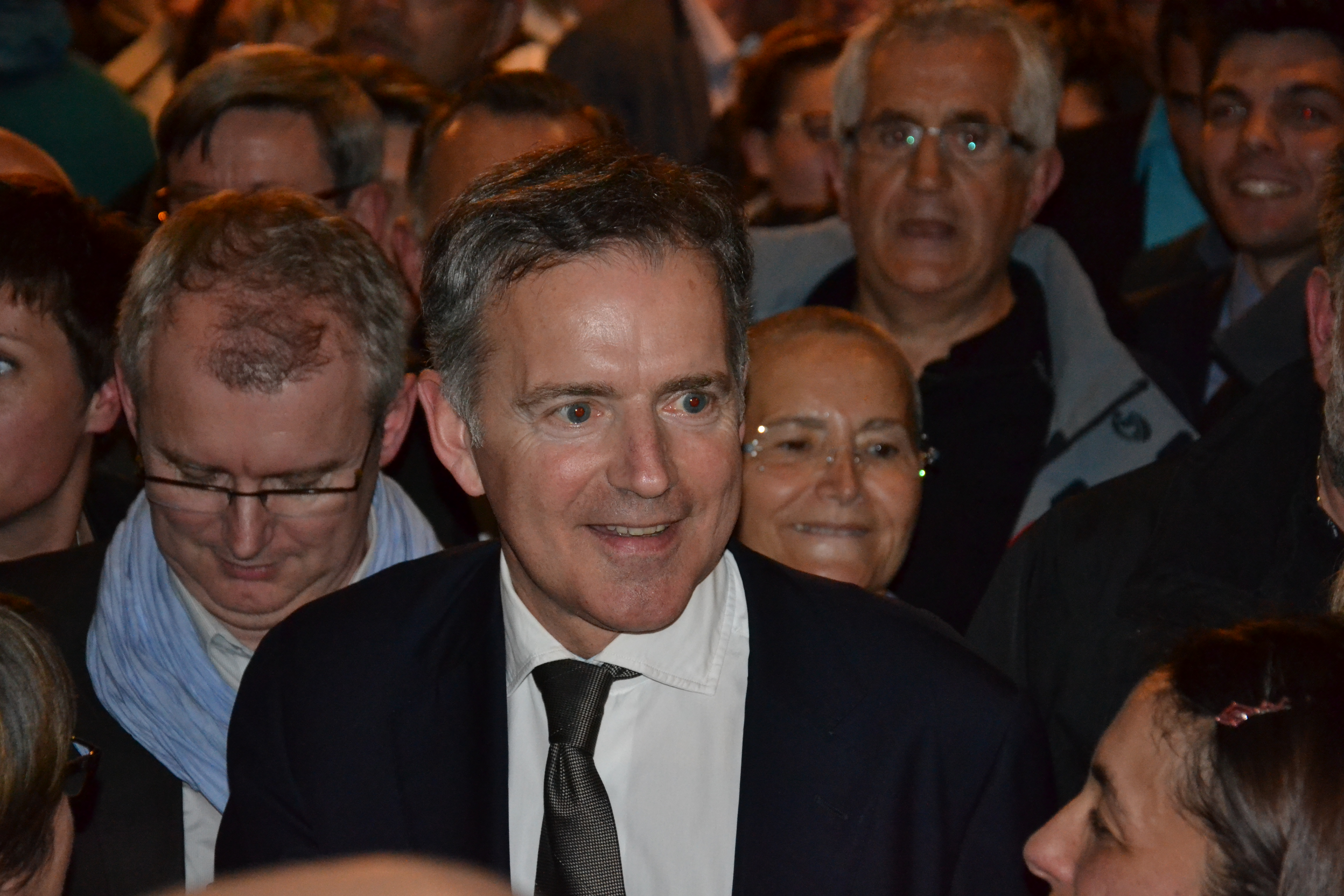
François Zocchetto le soir de son élection à la mairie de Laval, le 30 mars 2014

Alors directeur des campagnes municipales et sénatoriales de Jean Arthuis, François Zocchetto préside en juillet 1985 le nouveau club des démocrates de la Mayenne, puis est vice-président du CDS en Mayenne. Il est conseiller municipal de Laval de 1989 à 1995 puis adjoint au maire, François d'Aubert, de 1995 à 2001, année où il démissionne en raison de la législation sur le non-cumul de mandats, ayant été élu sénateur de la Mayenne. Il est aussi premier vice-président de la communauté d'agglomération de Laval, chargé des finances, à partir de 1995. Il devient en 1998 vice-président du conseil régional des Pays-de-la-Loire. 
Le 23 septembre 2001, il est élu sénateur pour un mandat qui commence le 1er octobre suivant. Il préside le groupe Union centriste de 2011 à 2017. Il est aussi membre de la commission des lois et président du groupe d'amitié France-Italie. En 2011, il est réélu au Sénat.
Après avoir soutenu François Bayrou au premier tour de la présidentielle de 2012, il apporte son soutien à Nicolas Sarkozy pour le second.
Conseiller municipal d'opposition à Laval de 2008 à 2014, il est candidat comme tête de la liste d'union de la droite « Ensemble réveillons Laval » aux élections municipales des 23 et 30 mars 2014. Il se place en tête au premier tour avec 46,4 % des voix et remporte le second avec 51,57 % en battant le maire socialiste sortant Jean-Christophe Boyer. Le 4 avril suivant, il est élu maire par le nouveau conseil municipal et, le 25 avril, président de Laval Agglomération.
Le 30 septembre 2014, il est désigné candidat du groupe UDI-UC à la présidence du Sénat. À l'issue du premier tour, il recueille 45 suffrages mais se retire ensuite pour favoriser l'élection de son collègue de droite Gérard Larcher.
Le 25 février 2015, François Zochetto effectue une visite en Syrie avec trois autres parlementaires français. Il y rencontre le dictateur Bachar el-Assad. La visite fait polémique car les quatre parlementaires se sont rendus en Syrie « en mission personnelle » sans l'aval du gouvernement français. Cette visite est la première d'élus français depuis la rupture des relations diplomatiques décidée par plusieurs gouvernements européens en mai 2012.
Il est opposé à la suppression de l'obligation de publicité légale dans les journaux d'annonces légales.
Il soutient François Fillon pour la primaire présidentielle des Républicains de 2016.
Le 1er juillet 2017, en raison de la loi sur le non-cumul des mandats, il annonce qu'il ne se représente pas comme sénateur afin de rester maire de Laval.
Le 31 décembre 2018, il est nommé chevalier de la Légion d'honneur.
Le 12 novembre 2019, Mediapart publie le témoignage d'une ancienne collaboratrice de Jean-Vincent Placé qui accuse François Zocchetto de propos sexistes et d’agressions sexuelles lors d'une danse imposée par Jean-Vincent Placé à l'ambassade de France à Rome durant la nuit du 14 au 15 juillet 2016,. François Zocchetto nie dans un premier temps sa présence à l'ambassade au moment des faits. Il reconnaît ensuite avoir dansé un slow avec l’accusatrice et s'excuse d'un « manque de retenue » imposé en partie par « une demande pressante » de Jean-Vincent Placé.
À l’approche des élections municipales de 2020, François Zocchetto évoque une manœuvre du Parti socialiste qui aurait pour but de le déstabiliser politiquement. Le 2 décembre 2019, il annonce qu'il ne se représentera pas pour un nouveau mandat de maire, afin « que la campagne puisse se dérouler sereinement ».

## Résultats électoraux

### Présidence du Sénat
| Année | Groupe | Groupe | 1er tour | 1er tour | 1er tour | 1er tour |
| Année | Groupe | Groupe | Voix     | %        | Rang     | Issue    |
| ----- | ------ | ------ | -------- | -------- | -------- | -------- |
| 2014  |        | UDI-UC | 45       | 13,08    | 3e       | Retiré   |

### Élections municipales
| Année | Nuance | Nuance | Commune | Position      | 1er tour | 1er tour | 1er tour | 2d tour | 2d tour | 2d tour | Sièges (CM) |
| Année | Nuance | Nuance | Commune | Position      | Voix     | %        | Rang     | Voix    | %       | Rang    | Sièges (CM) |
| ----- | ------ | ------ | ------- | ------------- | -------- | -------- | -------- | ------- | ------- | ------- | ----------- |
| 2014  |        | UD     | Laval   | Tête de liste | 9 065    | 46,40    | 1er      | 10 498  | 51,56   | 1er     | 35 / 45     |

## Ouvrage
- 2018 : Les fils de Postua ou le ciment de l'avenir, préface d'Enrico Letta.